# Чемпіонат Української РСР з хокею 1951
Розіграш першості Української РСР з хокею із шайбою 1951 року мав місце на київському стадіоні «Динамо» впродовж 25-28 січня. Участь брали спортсмени Дрогобича, Харкова та Києва. Команди змагалися в одноколовому турнірі, за наслідками якого харківський «Локомотив» став триразовим чемпіоном УРСР.

## Розіграш першості

### 1 тур
| Дата       | Місце                 | Господарі                  |   | Гості              | Рахунок             |
| 25.01.1951 | Київ Стадіон «Динамо» | «Динамо» Київ              | – | «Спартак» Дрогобич | 4:0 (?:?, ?:?, ?:?) |
| 25.01.1951 | Київ Стадіон «Динамо» | Команда Печерського району | – | «Локомотив» Харків | 1:7 (?:?, ?:?, ?:?) |

### 2 тур
| Дата       | Місце                 | Господарі          |   | Гості                      | Рахунок             |
| 26.01.1951 | Київ Стадіон «Динамо» | «Динамо» Київ      | – | Команда Печерського району | 3:0 (?:?, ?:?, ?:?) |
| 26.01.1951 | Київ Стадіон «Динамо» | «Локомотив» Харків | – | «Спартак» Дрогобич         | 9:3 (?:?, ?:?, ?:?) |

### 3 тур
| Дата       | Місце                 | Господарі                  |   | Гості              | Рахунок             |
| 28.01.1951 | Київ Стадіон «Динамо» | Команда Печерського району | – | «Спартак» Дрогобич | 3:4 (?:?, ?:?, ?:?) |
| 28.01.1951 | Київ Стадіон «Динамо» | «Динамо» Київ              | – | «Локомотив» Харків | 3:7 (1:1, 0:2, 2:4) |

## Підсумкова класифікація
| Місце | Команда                    | 1   | 2   | 3   | 4   | І | В | Н | П | Ш    | О |
| ----- | -------------------------- | --- | --- | --- | --- | - | - | - | - | ---- | - |
| 1     | «Локомотив» Харків         |     | 7:3 | 9:3 | 7:1 | 3 | 3 | 0 | 0 | 23-7 | 6 |
| 2     | «Динамо» Київ              | 3:7 |     | 4:0 | 3:0 | 3 | 2 | 0 | 1 | 10-7 | 4 |
| 3     | «Спартак» Дрогобич         | 3:9 | 0:4 |     | 4:3 | 3 | 1 | 0 | 2 | 7-16 | 2 |
| 4     | Команда Печерського району | 1:7 | 0:3 | 3:4 |     | 3 | 0 | 0 | 3 | 4-14 | 0 |

## Склади команд
«Локомотив» Харків: ...; Євген Брусов (≥1, ?), Олександр Бутенко (≥1, ?), ...